# ニアメ
ニアメ（Niamey）は、アフリカ西部の内陸国ニジェールの首都。国内最大の都市で政治・経済の中心地。ニアメーとも表記する。
ニジェール最大の都市。ニジェール川の東岸に位置する。人口は2012年国勢調査で1,026,848人。トウジンビエの生産地域に位置し、製造業にはレンガ、陶磁器製品、セメント、織物などがある。

## 地理
内陸都市であるが、アフリカを代表する大河の一つであるニジェール川中流左岸に位置する港湾都市でもある。また、サハラ砂漠縦断路の終点にあたる物資の集散地である。
ニアメのみで単独の行政区であるニアメ首都特別区 (Communauté Urbaine de Niamey, CUN) を構成しており、いかなる州にも属さない。地位は各州と同等とされる。周辺はティラベリ州に囲まれている。

## 歴史
18世紀より小さな集落が存在していたが、本格的に都市として開発されるのはフランスの植民地、フランス領西アフリカとなってからである。1890年代より、フランスはニアメを植民地統治の拠点の一つとして開発し、1926年にはフランス領西アフリカに属するニジェールの政庁が置かれた。1960年のニジェール独立に伴い、首都となった。

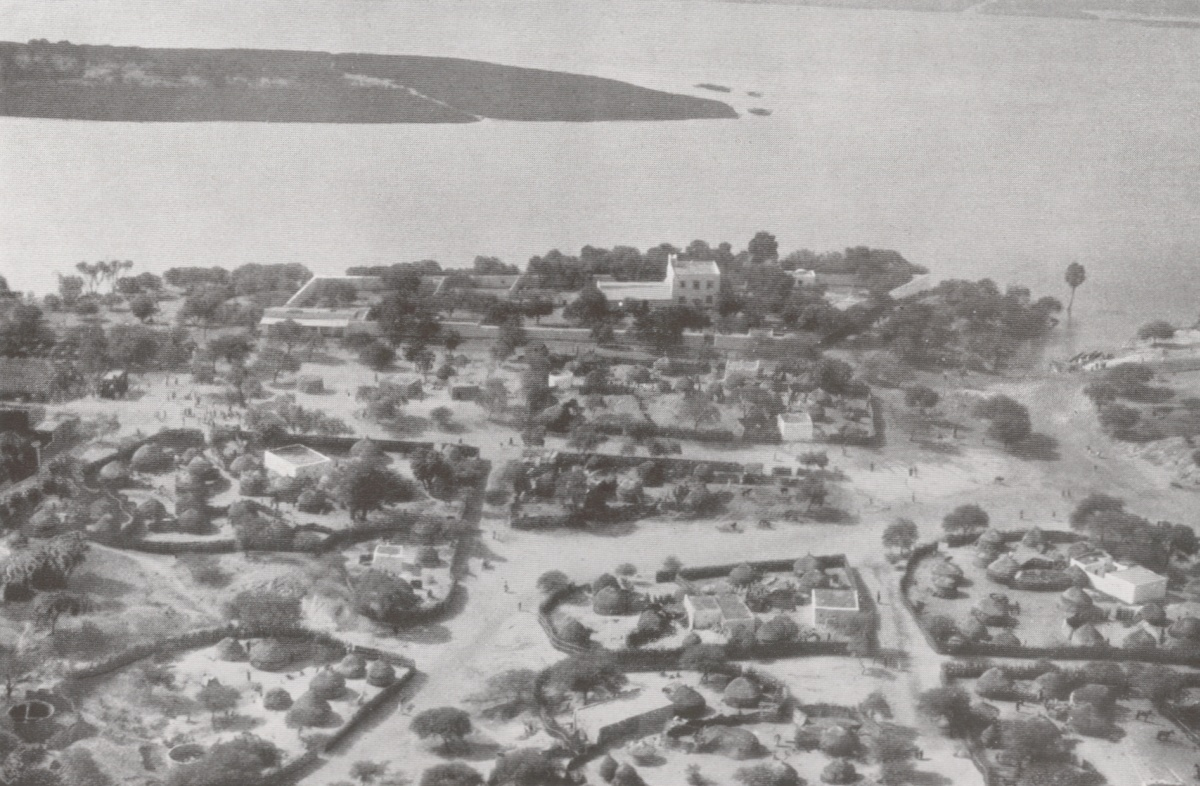
1930年12月のニアメ。中央の洋館はフランス領事公邸。スイスの航空写真家（Walter Mittelholzer）による撮影

1998年まではティラベリ州に属する都市だった。独立後も発展を続け、2005年にはフランス語圏競技大会の開催都市となった。
2017年の雨季には、3か月に及ぶ長雨のためニジェール川が氾濫。11,000棟以上の住宅が浸水するなどの被害が出た。

## 気候
雨季が6月末から8月中旬にかけてのおよそ1か月半なのに対し、乾季は10月中旬から4月にかけての約7か月と長く、乾季の間は雨がほぼ降らない日が続く。ニアメはサハラ砂漠に飲み込まれる危険性が高く、ニジェール政府をはじめ国際機関が緑化運動に力を入れている。
ニアメの雨は午前中に降ることが多い。これはニジェール中部のアイル山地で日照に暖められた地表付近の空気が上昇することで昼過ぎに雨雲が生まれ、それが東風に流されて翌日の午前にニアメに達するからである。
| ニアメの気候                                         | ニアメの気候 | ニアメの気候 | ニアメの気候 | ニアメの気候 | ニアメの気候 | ニアメの気候 | ニアメの気候  | ニアメの気候  | ニアメの気候 | ニアメの気候 | ニアメの気候 | ニアメの気候 | ニアメの気候   |
| 月                                                   | 1月          | 2月          | 3月          | 4月          | 5月          | 6月          | 7月           | 8月           | 9月          | 10月         | 11月         | 12月         | 年             |
| ---------------------------------------------------- | ------------ | ------------ | ------------ | ------------ | ------------ | ------------ | ------------- | ------------- | ------------ | ------------ | ------------ | ------------ | -------------- |
| 平均最高気温 °C （°F）                               | 32.5 (90.5)  | 35.7 (96.3)  | 39.1 (102.4) | 40.9 (105.6) | 40.2 (104.4) | 37.2 (99)    | 34 (93)       | 33 (91)       | 34.4 (93.9)  | 37.8 (100)   | 36.2 (97.2)  | 33.3 (91.9)  | 36.19 (97.1)   |
| 日平均気温 °C （°F）                                 | 24.3 (75.7)  | 27.3 (81.1)  | 30.9 (87.6)  | 33.8 (92.8)  | 34 (93)      | 31.5 (88.7)  | 29 (84)       | 27.9 (82.2)   | 29 (84)      | 30.8 (87.4)  | 27.5 (81.5)  | 25 (77)      | 29.25 (84.58)  |
| 平均最低気温 °C （°F）                               | 16.1 (61)    | 19 (66)      | 22.9 (73.2)  | 26.5 (79.7)  | 27.7 (81.9)  | 25.7 (78.3)  | 24.1 (75.4)   | 23.2 (73.8)   | 23.6 (74.5)  | 24.2 (75.6)  | 19.5 (67.1)  | 16.7 (62.1)  | 22.43 (72.38)  |
| 雨量 mm （inch）                                     | 0 (0)        | 0 (0)        | 3.9 (0.154)  | 5.7 (0.224)  | 34.7 (1.366) | 68.8 (2.709) | 154.3 (6.075) | 170.8 (6.724) | 92.2 (3.63)  | 9.7 (0.382)  | 0.7 (0.028)  | 0 (0)        | 540.8 (21.292) |
| 平均月間日照時間                                     | 297.6        | 263.2        | 269.7        | 252          | 279          | 267          | 257.3         | 235.6         | 235.6        | 285.2        | 282          | 279          | 3,203.2        |
| 出典1：Hong Kong Observatory (1961-1990)             |              |              |              |              |              |              |               |               |              |              |              |              |                |
| 出典2：World Meteorological Organization (1961-1990) |              |              |              |              |              |              |               |               |              |              |              |              |                |

## 行政区分
市内は5つのコミューンにわかれ、各コミューンはさらに複数の区域で構成される。ニアメ首都特別区は民選の市長および下部行政機関を持つ。

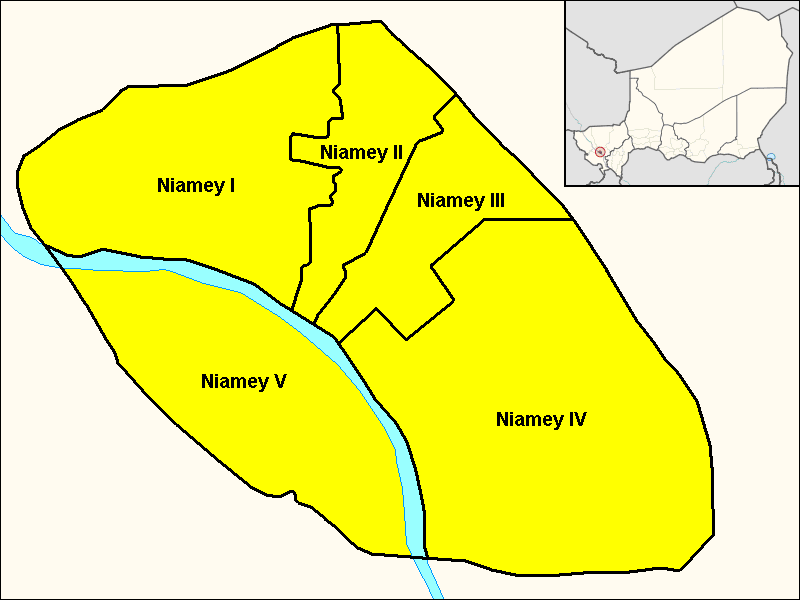
ニアメのコミューン

- Commune I
- Commune II
- Commune III
- Commune IV
- Commune V

## 経済

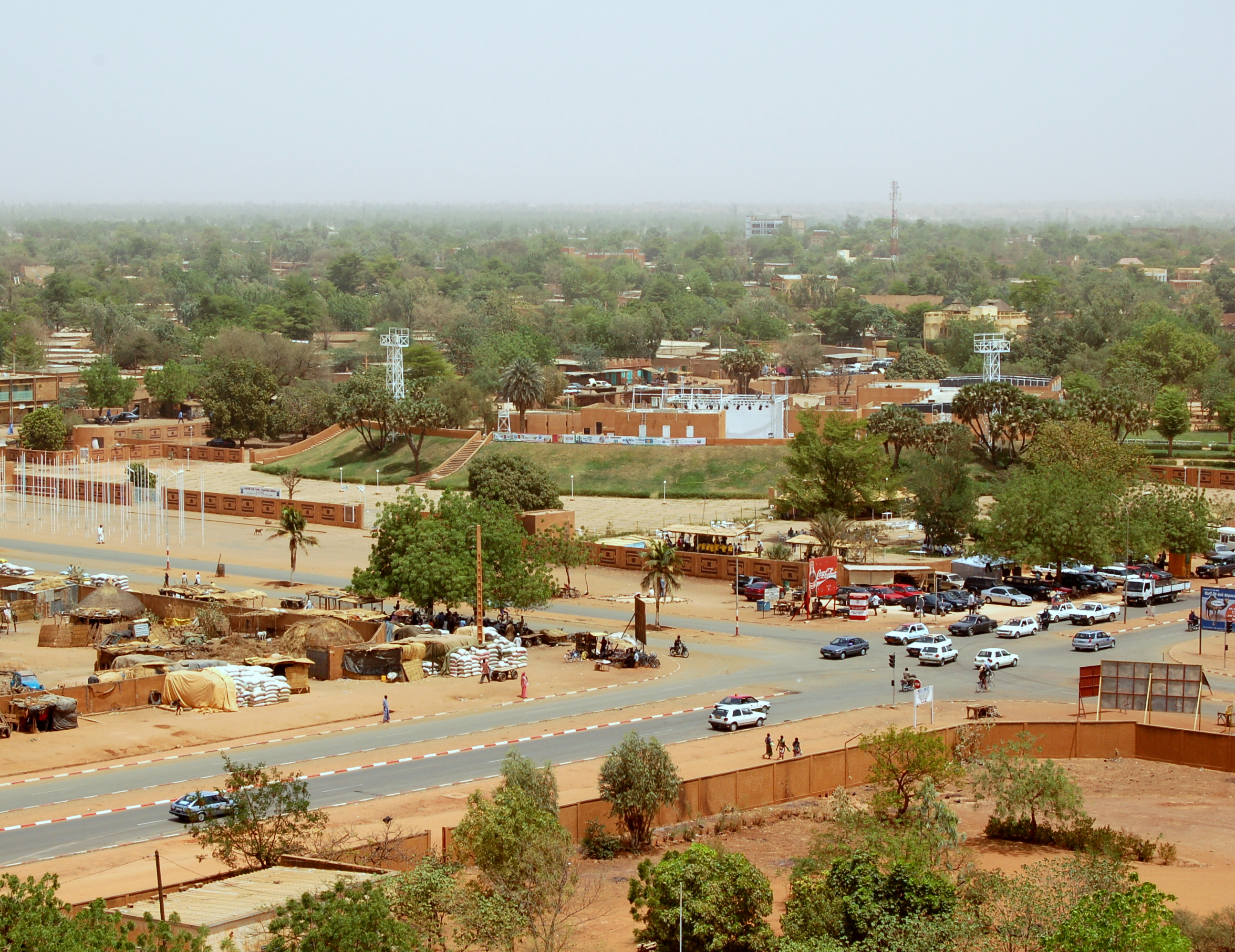
大モスクから見たニアメ市街

ニアメの産業はまだ発展途上の段階にあり、決して高度とは言えない。農業ではピーナッツや雑穀（トウジンビエ）が栽培されるほか、軽工業としてレンガ、セラミック製品、セメント、繊維製品が生産されている。ニジェール各地で栽培される農産物の集散地でもあり、市内には大規模なマーケットが複数存在する。

## 交通

### 空港
- ディオリ・アマニ国際空港：市の南東部に位置する。西アフリカ諸国やフランスなどと結ばれている。

### 鉄道
- ニアメ駅（英語版）

## 住民
1960年のニジェール独立時には3万人程度だった人口は、首都として成長するのに伴い増え続け、2011年の国勢調査時点では130万2910人にまで増加している。旱魃により農業が立ち行かなくなった農民が職を求めて首都に流入し、人口増加に拍車をかけている。
ニジェールの出生率が世界一であることから、首都への人口集中が予測され、2050年に679万人、2075年に2037万人、2100年の人口予測では5615万人を数える世界7番目の超巨大都市となる予測が出ている。

### 民族
ジェルマなど。

### 宗教
住民の大半はイスラームを信仰しているが、キリスト教 ローマ・カトリック教会の司教座も置かれている。

## 文化

### 教育
市内には国家のエリート養成学校である国立行政学院のほか、国内最大の大学であるアブドゥ・ムムニ大学（旧称ニアメ大学）がある。

### 文化施設
ニジェール国立博物館、ニジェール最大のモスクやなどがある。

### スポーツ
- スタッド・ジェネラル・セイニ・クンチェ：多目的スポーツ用スタジアム。サッカーの試合などで使用され、サッカーニジェール代表の本拠地である。またニジェール・プレミアリーグの試合でも使用される。2005年に第7回フランス語圏競技大会が開催された。

## 姉妹都市
- ダカール（セネガル共和国）